# ジョン・アンドウ
ジョン・コウヘイ・アンドウ（英: John Kohei Ando、日本名：安藤 洸平〈あんどう こうへい〉、1986年5月12日 - ）は、アメリカ合衆国の日系人ヨーヨーパフォーマー。
2008年に行われたヨーヨーの世界大会の1A部門で優勝し、それ以外には2004-2007年全米大会2A部門優勝、2000-2004年米・テキサス州大会2A部門優勝と数々のタイトルを保持している。
2000年から2007年にかけて2Aが専門であったが、2008年の世界大会は1A部門に出場し優勝。周りを驚かせた。長い2Aの経験を生かした1Aのスタイルでその年の最も革新的なプレイヤーに選ばれた。現在、一時的に日本に移住し早稲田大学国際教養学部に在学中。ハイパーヨーヨーのトップスピナーリュージとして活躍していたが、トップスピナーを辞め、現在はSHAQLERというヨーヨーチームで活躍している。